# Pola (croiseur)
Pour les articles homonymes, voir Pola.
Le Pola était un croiseur lourd de classe Zara mis en service dans la Regia Marina dans les années 1930. Nommé en l'honneur de la ville italienne de Pola (aujourd'hui Pula, en Croatie), il est mis sur cale au chantier Odero-Terni-Orlando de Livourne (Toscane) le 17 mars 1931, il est lancé le 5 décembre 1931 et admis au service actif le 21 décembre 1932.
Il fut navire amiral du 2e Escadron de la 1re Division puis opéra dans la 3e Division, où il participa à de nombreuses missions d'attaques de convois britanniques en Méditerranée pendant la Seconde Guerre mondiale. En juillet 1940, il participa à la bataille de Punta Stilo, à la bataille du cap Teulada en novembre et à la bataille du cap Matapan en mars 1941. Lors de cette bataille, il fut coulé avec ses sister-ships Fiume et Zara dans la nuit du 29 mars 1941 par trois cuirassés britanniques.

## Conception

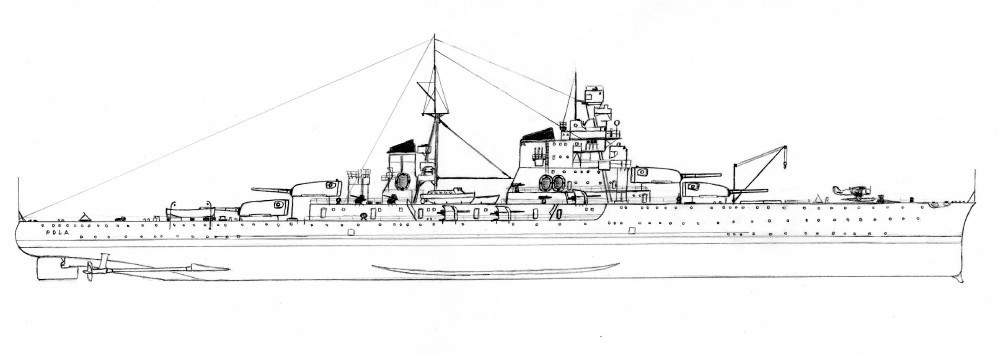
Plan du Pola.

Le Pola avait une longueur hors-tout 182,8 mètres (600 pieds), un faisceau de 20,62 mètres et un tirant d'eau de 7,2 mètres. Il déplaçait 13 944 tonnes en charge nominale et 14 168 tonnes à pleine charge, bien que le traité naval de Washington stipulait un navire de maximum 10 000 tonnes. Il était propulsé par des turbines à vapeur Parsons alimentées par huit chaudière à tubes d'eau Yarrow. Sa puissance était de 95 000 chevaux-vapeur (71 000 kW) produisant une vitesse de pointe de 32 nœuds (59 km/h). Son équipage comprenait 841 officiers et hommes d'équipage.
Il était protégé par une ceinture blindée de 100 à 150 mm, un pont blindé de 70 mm d'épaisseur dans la partie centrale, réduit à 20 mm à chaque extrémité. Les tourelles avaient un blindage de 120 à 140 mm et les barbettes de 140 à 150 mm.
Son armement comprenait 8 canons de 203 mm Ansaldo en quatre tourelles doubles modèle 1927. Ce canon de 53 calibres version améliorée du modèle 1924 des Trento pouvait tirer des obus explosifs de 110 kg à une distance maximale de 31 550 mètres (+ 45 °) et des obus perforants de 125 kg à 31 566 mètres (+ 45 °) à raison de 2 à 4 coups par minute. La tourelle double M1927 pesait 181 tonnes en ordre de combat et pouvait pointer en site de - 5 ° à + 45 ° à raison de 5 ° par seconde et en azimut sur 150 ° à raison de 6 ° par seconde. La dotation en munitions est inconnue.
Il était équipé de 16 canons Škoda 10 cm K10 modèle 1927 en 8 affûts doubles. Ce canon de 47 calibres tirait des obus explosifs de 26 kg à une distance maximale de 15 240 mètres (+ 45 °) en tir anti-surface et de 10 000 mètres en tir antiaérien (+ 85 °), à raison de 8 à 10 coups par minute. L'affût double italien pouvait pointer en site de - 5 ° à + 85 ° et sur 360 ° en azimut. La dotation en munitions est inconnue.
Il avait également 4 canons de 40 mm Vickers Terni modèle 1915 en quatre affûts simples. Ce canon de 39 calibres tirait des obus de 1,34 kg à une distance maximale de 3 475 mètres en tir de surface (+ 45 °) et de 1 100 mètres en tir antiaérien et ce à raison de 50 à 75 coups par minute. L'affût simple pointait en site de - 5 ° à + 80 ° et en azimut sur 360 °. La dotation en munitions est inconnue mais chaque affût sur les Navigatori embarquait 1 500 obus.
L'armement de la classe Zara évolua avant même le début du conflit. En 1937, un affût double de 100 mm fut débarqué tout comme les canons de 40 mm qui furent remplacés par 8 canons de 37 mm Breda modèle 1932. Ces 8 canons étaient montés en quatre affûts doubles. Ce canon de 54 calibres tirait des obus explosifs de 1,63 kg à une distance maximale efficace de 4 000 mètres (+ 45 °) en tir de surface et de 5 000 mètres en tir antiaérien (+ 80 °) à raison de 60, 90 ou 120 coups par minute.
L'affût double modèle 1932 pesait 5 tonnes en ordre de combat. Il pouvait pointer en site de - 10 ° à + 80 ° et en azimut sur 120 °. La dotation en munitions était d'environ 1 500 obus par canon.
Le nombre de canons de ce type fut porté en 1940 à 16, puis renforcé par 8 mitrailleuses de 13,2 mm en quatre affûts doubles. Ces mitrailleuses étaient montées en quatre affûts doubles. Il disposait d'un canon de 75.7 calibre, tirant des cartouches de 125 ° à une distance maximale effective de 2 000 mètres, à raison de 500 coups par minute. L'affût double pouvait pointer en site de - 11 ° à + 85 ° et en azimut sur 360 °. Chaque mitrailleuse disposait de 1 500 cartouches.
Une catapulte était encastrée dans la plage avant, transportant deux hydravions. Parmi les modèles embarqués, on trouve le Piaggio P.6 (en), le Macchi M.41 (en), le CANT 25ARS, le CMASA M.F.6 (it) et enfin le IMAM Ro.43 à partir de 1938.

## Historique

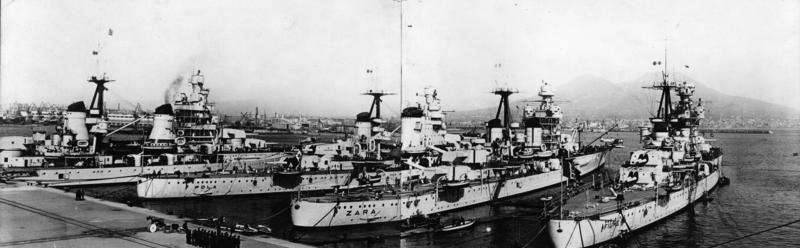
Le Pola (le troisième en partant de la droite) avec le Fiume et le Zara à Naples en avril 1938.

Ce nouveau croiseur lourd fut un temps, avec ses sister-ships, les plus puissants navires de la Regia Marina, puisque les cuirassés de classe Conte di Cavour étaient en pleine refonte au début des années trente.
Le Pola participe à une revue navale dans le golfe de Naples, où il accueille le dictateur fasciste italien, Benito Mussolini, les 6 et 7 juillet 1933. Le 29 juillet 1934, il reçoit son drapeau de guerre au cours d'une cérémonie se tenant dans sa ville de Pola. Le 3 septembre 1936, il quitte Gaète pour les eaux espagnoles. Avec ses sister-ship, Fiume et Gorizia, le Pola participe à la guerre d'Espagne en 1936, notamment pour protéger l'envoi en Espagne d'un corps expéditionnaire de 70 000 hommes chargé d'appuyer les nationalistes. Du 10 septembre au 3 octobre, il stationne à Palma de Majorque pour protéger les intérêts italiens. Le navire revient à Gaète le 4 octobre.

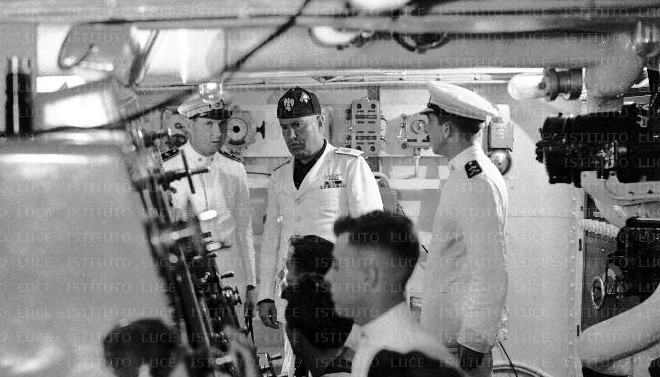
Benito Mussolini visitant le Pola en mars 1937.

Le Pola effectue une courte croisière en Libye italienne du 10 au 12 mars 1937, avec Mussolini et le prince Luigi Amedeo à son bord. Le 7 juin, il participe à une revue navale dans le golfe de Naples tenue pour le Field Marshal Werner von Blomberg. Une revue finale navale sera tenue le 5 mai 1938 pour la visite d'Adolf Hitler, dernière avant le déclenchement de la Seconde Guerre mondiale.
Le 7 mars 1939, le Pola et ses sister-ships quittent Tarente pour intercepter un escadron de navires de guerre espagnols — trois croiseurs et huit destroyers — tentant d'atteindre la mer Noire. Les navires italiens reçoivent l'ordre de ne pas ouvrir le feu mais de simplement tenter d'empêcher la progression des navires espagnols et de les forcer à accoster à Augusta, en Sicile. Le commandant espagnol refuse et les navires font route à Bizerte, en Tunisie française, où ils sont internés. Un mois plus tard, du 7 au 9 avril, le Pola soutient l'invasion italienne de l'Albanie.

### Seconde Guerre mondiale
Lorsque l'Italie rejoint officiellement le camp de l'Axe pendant la Seconde Guerre mondiale en déclarant la guerre à la France et la Grande-Bretagne le 10 juin 1940, le Pola est affecté dans la 1re Division du 2e Escadron comme navire amiral de l'Ammiraglio di squadra Riccardo Paladini (en), en compagnie de trois croiseurs de classe Trento, trois croiseurs légers de la 7e Division, et dix-sept destroyers. Les 10 et 11 juin 1940, le Pola couvre une opération de mouillage de mines au large de l'île de Lampedusa entre Malte et la Tunisie occupées par deux puissances ennemies, il est donc particulièrement vulnérable. Après un ravitaillement à Messine, il quitte le port le 12 juin avec la 1re et 2e Escadron en réponse aux attaques britanniques sur les positions italiennes en Libye. Le 6 juillet, le Pola et le 2e Escadron escortent un convoi à destination de l'Afrique du Nord. Le même jour, la reconnaissance italienne indique l'arrivée à Malte d'un Escadron de croiseur britannique. Le haut commandement de la marine italienne ordonne donc à plusieurs autres croiseurs et destroyers du 1er Escadron à se joindre à l'escorte du convoi. Les cuirassés Conte di Cavour et Giulio Cesare apportent leur soutien à distance. Deux jours plus tard, les cuirassés italiens entre brièvement en conflit avec la Mediterranean Fleet au cours de la bataille de Calabre. Pendant l'action, le Pola engage un croiseur britannique mais sans grand résultat. Du 30 juillet au 1er août, le Pola avec le Trento et Gorizia escortent un convoi vers la Libye. Le 16 août, il s’entraîne à balles réelles au large de Naples, puis à la fin du mois, il est transféré de Naples à Tarente.
Fin septembre, la flotte italienne balaye la Méditerranée à la recherche de convois britanniques mais elle ne trouve aucun contact. Le 1er novembre, Mussolini visite le navire à Tarente. Il est présent lors de la bataille de Tarente dans la nuit du 11 au 12 novembre sans être endommagé. Le reste de la flotte fait route vers Naples le lendemain matin. Au cours de la bataille du cap Teulada, le Pola et le Vittorio Veneto sont attaqués sans succès par des bombardiers-torpilleurs Swordfish du porte-avions HMS Ark Royal. Les deux flottes s'affrontent pendant environ une heure. Au cours de la bataille, le HMS Berwick encaisse 2 obus de 203 mm probablement tirés par le Pola. D'autres sources mentionnent les tirs provenant du croiseur Fiume.
Le 15 décembre 1940, les quatre sister-ships de classe Zara stationnaient à Naples lorsque le grand port fut attaqué par l'Aviation britannique. Le Pola fut endommagé par une bombe qui toucha la chaudière no 3, provoquant l'inondation de trois compartiments et une gite. Le Pola entra en cale sèche le 16 décembre, les dégâts étant suffisamment graves, nécessitant plusieurs mois de réparations, qui dureront jusqu'au 7 février 1941. Le navire revient à Tarente le 13 février où il rejoint le Zara et le Fiume, participant à des manœuvres au large de Tarente du 11 au 17 mars. Une opération de nuit suivra les 23 et 24 mars.

#### Bataille de Matapan

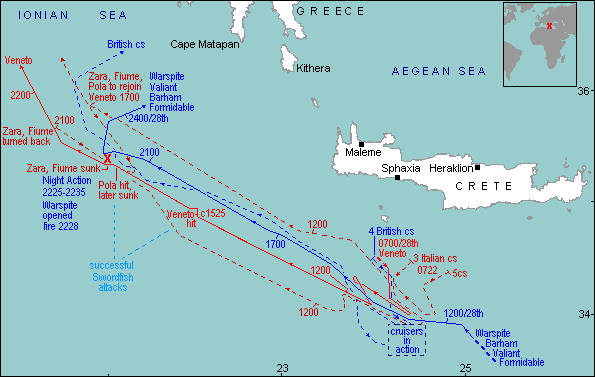
Carte des mouvements des Flottes italiennes et britanniques lors de la bataille du cap Matapan.

Le 25 mars, les services de renseignement anglais avertissent Cunningham que les italiens préparent une offensive navale contre les convois reliant l'Égypte à la Grèce. La Marine italienne va y déployer ses meilleurs unités sous le commandement de l'amiral Jachino : le cuirassé Vittorio Veneto, les croiseurs lourds Bolzano, Trieste, Fiume, Pola et Zara; les croiseurs légers Luigi di Savoia Duca degli Abruzzi et Giuseppe Garibaldi et 17 destroyers.
Face à cette démonstration de force, l'Amiral Cunningham va déployer des forces non négligeables à savoir le porte-avions Formidable ; les cuirassés Barham, Valiant et Warspite ; les croiseurs légers Ajax, Gloucester, Orion, Perth et 12 destroyers. Le 27 mars, le Vice-amiral Henry Pridham-Wippell avec les croiseurs légers Ajax, Gloucester, Orion, Perth et 3 destroyers quittèrent les eaux grecques pour gagner une position au sud de la Crète tandis que le même jour, l'amiral Cunningham appareillait d'Alexandrie pour retrouver les croiseurs légers.
Le 28 mars à 7 h 55, le groupe de l'Amiral Ugo Sansonetti (en) repéra le groupe de l'Amiral Pridhal-Wippell. Comprenant que les croiseurs anglais attendaient des renforts, les Italiens attaquèrent à 8 h 12, ouvrant le feu à 22 000 mètres, mais sans grand d'effet. Après une heure de combat, les Italiens rompirent le contact, puis tournèrent vers le nord-ouest pour retrouver le groupe organisé autour du Vittorio Veneto, suivis à distance (hors portée de tir) par les Britanniques. À 10 h 55, le Vittorio Veneto retrouva les croiseurs italiens et ouvrit immédiatement le feu à 23 000 mètres sur des cibles imprécises, mais obligea les croiseurs alliés à rompre le combat non sans subir quelques dommages à cause des shrapnels des obus de 381 mm pendant que les Italiens se lançaient à leur poursuite. Au même moment, les avions torpilleurs attaquèrent le Vittorio Veneto mais sans le toucher. Ils obligèrent les navires italiens à manœuvrer, perturbant ainsi leur poursuite qui fut stoppée à 12 h 20, l'Amiral Jachino décida de se replier sur l'Italie pour se placer sous la couverture aérienne de la Regia Aeronautica, ayant de nombreuses unités stationnées dans la région de Tarente. À 15 h 9, les Italiens furent de nouveau attaqués par des Albacore sous le commandement du Lieutenant-Commander John Dalyell-Stead, touchant une fois le Vittorio-Veneto à l'arrière, le navire italien embarquant 4 000 tonnes d'eau. Le cuirassé stoppa pour réparer mais put repartir à 16 h 42 à la vitesse de 19 nœuds. Cunningham, mis au courant de l'état du navire-amiral italien entama la poursuite et pour ce faire lança une troisième attaque avec six Albacore et trois Swordfish du Formidable et deux Swordfish venant de Crète entre 19 h 36 et 19 h 50. Une torpille toucha le croiseur lourd Pola, l'obligeant à stopper. Ignorant que les Britanniques fonçaient dans leur direction, les croiseurs lourds Zara et Fiume ainsi que des destroyers stoppèrent pour porter assistance au navire endommagé. Une heure plus tard, alors que le Pola allait être pris en remorque, les navires italiens furent informés de la présence à proximité des britanniques.
Peu après 22 h 0, les Britanniques repérèrent les Italiens au radar et furent capables de se rapprocher sans être repérés par les Italiens, totalement incapables de faire face à l'ennemi. Les cuirassés Barham, Valiant et Warspite se rapprochèrent ainsi à 3 500 mètres et ouvrirent le feu sous les éclats des projecteurs. Ce fut un véritable massacre : des artilleurs britanniques racontèrent que des tourelles de croiseurs italiens sautèrent à plusieurs mètres dans les airs. Après seulement trois minutes, le Fiume, le Zara, le Vittorio Alfieri, le Giosué Carducci et le Pola sont mis hors de combat, deux autres (Gioberti et Oriani) parviennent à s’échapper.
Face à la situation catastrophique, le capitaine ordonne à l'équipage d'ouvrir les vannes et d'abandonner le navire. Une dizaine de minutes après minuit, le destroyer HMS Havock découvre le Pola toujours à flot. Une flottille de destroyers dépêchée sur les lieux secourt des eaux 22 officiers et 236 hommes d'équipage. Le Pola sera achevé par les destroyers HMS Jervis et Nubian à 4 h 3 du matin. 328 hommes d'équipage ont été tués dans la bataille. Le Pola est rayé des registres le 18 octobre 1946.